# Antonio Ozores Puchol
Antonio Ozores Puchol (Burjassot, Horta Nord, 24 d'agost de 1928 – Madrid, 12 de maig de 2010) fou un actor i director valencià.

## Biografia
Es va iniciar al món de la interpretació a principis de la dècada de 1940, treballant en la companyia de teatre dels seus pares, i va debutar a Saragossa. Debuta al cinema en 1950. Durant cinc dècades combina cinema, teatre, revista i televisió. Va ser un dels actors més prolífics en la història del cinema espanyol, participant en més de 150 films.
Des dels seus inicis es va especialitzar en registres còmics, a vegades propers a l'absurd i l'espantall. En una segona fase de la seva carrera cinematogràfica va treballar en gairebé totes les pel·lícules del seu germà Mariano. Va continuar amb papers còmics, reiterant un tipus de personatge amb un llenguatge atropellat i inintel·ligible.
En 1983 va dirigir la pel·lícula Los caraduros.
La seva popularitat es va veure incrementada en participar en la dècada de 1980 en el concurs Un, dos, tres... responda otra vez presentat per Mayra Gómez Kemp, encara que ja havia treballat abans en televisió, des dels anys 1960.
A Burjassot li va ser atorgat un carrer de nom José Luis i Antonio Ozores en reconeixement de la seva trajectòria professional.

### Vida personal
Era fill dels actors Mariano Ozores i Luisa Puchol Butier, pare de l'actriu Emma Ozores Ruiz (1966), germà de l'actor José Luis Ozores Puchol (1923–1968) i del director i guionista Mariano Ozores Puchol (1926), i oncle de l'actriu Adriana Ozores Muñoz (1959), filla del primer.
En 1960 es va casar amb l'actriu Elisa Montés (1934), que va ser mare de la seva filla i de qui es va separar en 1969. Va ser cunyat de les també actrius Emma Penella (1931–2007) i Terele Pávez (1939).
Va dirigir a la seva filla Emma en l'obra de teatre El último que apague la luz (2007).
Va morir a Madrid, a les 14:15 hores del 12 de maig de 2010, a l'edat de 81 anys, a causa d'un càncer.

## Filmografia
| - Pelotazo nacional (1993) - Jet Marbella Set (1991) - Disparate nacional (1990) - Canción triste de... (1989) - El equipo Aahhgg (1989) - Tahiti's Girl (1989) - Hacienda somos casi todos (1988) - Ya no va más (1988) - Esto es un atraco (1987) - Esto sí se hace (1987) - ¡No, hija, no! (1987) - Capullito de alhelí (1986) - Reír más es imposible (1986) - Los presuntos (1986) - Cuatro mujeres y un lío (1985) - El recomendado (1985) - ¡Qué tía la C.I.A.! (1985) - El rollo de septiembre (1985) - Al este del oeste (1984) - El cura ya tiene hijo (1984) - El pan debajo del brazo (1984) - La Lola nos lleva al huerto (1984) - Agítese antes de usarla (1983) - Los caraduros (1983) - Cuando Almanzor perdió el tambor (1983) - El currante (1983) - Un geni amb l'aigua al coll (1983) - La loca historia de los tres mosqueteros (1983) - Juana la loca... de vez en cuando (1983) - Los autonómicos (1982) - Cristóbal Colón, de oficio... descubridor (1982) - El hijo del cura (1982) - Un Rolls para Hipólito (1982) - ¡Que vienen los socialistas! (1982) - Los liantes (1981) - El primer divorcio (1981) - Queremos un hijo tuyo (1981) - Todos al suelo (1981) - ¡Qué gozada de divorcio! (1981) - Brujas mágicas (1981) - Es peligroso casarse a los 60 (1981) - El erótico enmascarado (1980) - El liguero mágico (1980) - Yo hice a Roque III (1980) - Los energéticos (1979) - Los bingueros (1978) - El apolítico (1977) - Celedonio y yo somos así (1977) - Estoy hecho un chaval (1977) - Ellas los prefieren... locas (1977) - Eva, limpia como los chorros del oro (1977) - Un día con Sergio (1977) - Haz la loca... no la guerra (1976) - Alcalde por elección (1976) - Mayordomo para todo (1976) - Strip-tease a la inglesa (1975) - Tres suecas para tres Rodríguez (1975) - Tío, ¿de verdad vienen de París? (1975) - El reprimido (1974) - Fin de semana al desnudo (1974) - Dormir y ligar: todo es empezar (1974) - La llamaban La Madrina (1973) - Manolo, la nuit (1973) - Señora doctor (1973) - La descarriada (1973) - Dos chicas de revista (1972) - La graduada (1971) - Si Fulano fuese Mengano (1971) - En la red de mi canción (1971) - A mí las mujeres ni fu ni fa (1971) - Cómo casarse en 7 días (1971) - El apartamento de la tentación (1971) - Las siete vidas del gato (1970) - El astronauta (1970) | - Después de los nueve meses (1970) - Susana (1969) - El taxi de los conflictos (1969) - Matrimonios separados (1969) - Juicio de faldas (1969) - Cuatro noches de boda (1969) - Flash 17 (1968) - Objetivo Bi-ki-ni (1968) - Operación Mata Hari (1968) - El turismo es un gran invento (1968) - ¡Cómo está el servicio! (1968) - Operación cabaretera (1967) - El tesoro del capitán Tornado (1967) - 40 grados a la sombra (1967) - Tenemos 18 años (1967) - Veneri in collegio (1966) - Viaggio di nozze all'italiana (1966) - Hoy como ayer (1966) - Historias de la televisión (1965) - Fin de semana (1964) - Las hijas de Helena (1963) - La hora incógnita (1963) - Chica para todo (1963) - La pandilla de los once (1963) - Alegre juventud (1963) - Horizontes de luz (1962) - Su alteza la niña (1962. - Suspendido en sinvergüenza (1962) - Vampiresas 1930 (1962) - Érase una vez... Los Brincos (1962) - Cupido contrabandista (1962) - La cuarta carabela (1961) - Júrame (1961) - Salto mortal (1961) - Trampa para Catalina (1961) - Los económicamente débiles (1960) - El cerro de los locos (1960) - Las dos y media y... veneno (1959) - Los tramposos (1959) - 15 bajo la lona (1959) - Patio andaluz (1958) - Ana dice sí (1958) - El puente de la paz (1958) - La frontera del miedo (1958) - El hombre del paraguas blanco (1958) - El aprendiz de malo (1958) - Familia provisional (1958) - El fotogénico (1957) - Muchachas de azul (1957) - Un abrigo a cuadros (1957) - Tremolina (1957) - Torero por alegrías (1957) - La saeta rubia (1956) - Malagueña (1956) - Viaje de novios (1956) - Manolo, guardia urbano (1956) - Los ladrones somos gente honrada (1956) - La gran mentira (1956) - La chica del barrio (1956) - Al fin solos (1955) - La lupa (1955) - El guardián del paraíso (1955) - Los ases buscan la paz (1955) - Morena Clara (1954) - Felices pascuas (1954) - Un caballero andaluz (1954) - Un día perdido (1954) - Amor sobre ruedas (1954) - El diablo toca la flauta (1954) - Aeropuerto (1953) - Esa pareja feliz (1953) - La hermana San Sulpicio (1952) - Cerca de la ciudad (1952) - El último caballo (1950) |

## Televisió
- Historias de la vida vulgar (1964)
- Noche del sábado (1965)
- Un, dos, tres... responda otra vez (1986–1987 i 2004)
- Taller mecánico (1990)
- El sexólogo (1994)
- Este país necesita un repaso (1994)